# 安哥拉—維德角關係
安哥拉—維德角關係是指安哥拉與維德角兩國之間歷史上與現代的雙邊關係。兩國同為非洲聯盟、葡萄牙語國家共同體、七十七國集團以及聯合國的會員國。

## 歷史
400年來，安哥拉與維德角曾同屬葡萄牙帝國的一部份。1914年，有記錄的第一批來自剛果王國的維德角移民抵達安哥拉。1940年代，維德角歷經嚴重的乾旱與飢荒，導致當時殖民地近半數人口死亡。在這樣的情況下，第一波大規模移民前往安哥拉。
1975年7月，維德角自葡萄牙獨立。同年11月，安哥拉亦宣告獨立。兩國隨後於1977年10月30日正式建立外交關係。
安哥拉獨立後不久，即爆發內戰。隨著南非作為邊境戰爭的一部分而入侵安哥拉，維德角出於對安哥拉人民解放運動的聲援，在薩爾島開闢空中走廊，協助古巴部隊自該地前往羅安達。
兩國在葡萄牙語國家共同體中關係密切，領導人之間亦有多次互訪。2021年6月，安哥拉總統若昂·洛倫索對維德角進行正式訪問。

## 雙邊協議
兩國已簽署多項雙邊協議，包括：
- 引渡條約（2010年）[4]
- 國防合作協議（2013年）[5]
- 普通護照互免簽證協議（2018年）[6]
- 避免雙重課稅協議（2019年）[7]
- 旅遊合作協議（2019年）[8]
- 投資互惠促進與保護協議（2020年）[9]

## 交通
2024年2月，維德角駐安哥拉大使指出，儘管兩國目前尚無直航航班，雙方已有意願恢復航線，並已著手進行市場研究，但航班尚未正式開通。

## 常駐外交使團
- 安哥拉在培亞設有大使館。[11]
- 維德角在羅安達設有大使館，並在本吉拉設有領事館。[12]